# Expedición del Corynthia
La Expedición del Corynthia fue una acción armada que se llevó a cabo en las montañas de Oriente contra la dictadura de Fulgencio Batista y fue financiada por el expresidente cubano Carlos Prío Socarrás. La llegada de los revolucionarios se había producido el 23 de mayo por Cabonico, Mayarí, al mando de Juan Calixto Sánchez Whyte.
Después del desembarco y de camino a la Sierra del Cristal fueron sorprendidos, hechos prisioneros casi todos y posteriormente ejecutados de forma sumaria, para luego ser presentados como "muertos en combate".

## Historia
El yate Corynthia, fue adquirido por nueve mil dólares, de unos cien pies de eslora y 12 de manga y presentaba serios fallos técnicos, además de que los revolucionarios entrenaron seis meses en Santo Domingo. El yate Corynthia zarpó desde Miami el 19 de mayo de 1957 a las 9:00 p. m. rumbo a Cuba con la intención de desembarcar en un punto cerca de la costa oriental, próximo a Baracoa y abrir un nuevo Frente guerrillero. La expedición no era un secreto para los servicios de inteligencia de Fulgencio Batista, quien estaba al tanto de los preparativos, organización y armamento, así como del lugar de desembarco.
El 23 de mayo de 1957, pescadores que se encontraban en Los Coquitos, en la costa norte del Cayo Saetía, Nicaro, ayudaron a desembarcar a los expedicionarios, quienes analizaron cómo llegar a la Sierra Cristal. Así, en dos grupos, uno por tierra y el otro por mar, los condujeron hasta la playa de La Llanita. En pequeños grupos cruzaron en botes el canal de Boca de Carenerito, con el propósito de llegar hasta Dos Bahías, en tierra firme, donde descansaron. Después Juan Calixto Sánchez Whyte encomendó a los lugareños dar parte a las autoridades para que no corrieran peligro, esa fue la última vez que los pescadores los vieron.
Los expedicionarios reemprendieron la marcha hacia el sur para tratar de alcanzar las estribaciones de la Sierra Cristal. Las condiciones físicas del grupo rebelde eran pésimas, el cansancio, la fatiga y los pies llagados debido a la agotadora jornada de cinco horas, se unía la angustia de no poder contar con un guía que los condujera a un lugar seguro. Esto trajo como consecuencia que dos expedicionarios escaparan los cuales fueron capturados por el ejército batistiano y para salvarse la vida, aportaron decisiva información sobre el grupo.
El día 26 se inició a las 3:00 a. m. la operación de cerco a los expedicionarios próximos al poblado de Cabonico, cercano a las comunidades de Téneme y Barredera, dirigida por el coronel Fermín Cowley Gallegos, con 500 soldados y 200 guardias rurales (diferencia de 30 soldados por cada expedicionario) con la orden de: "Rendidos no, muertos".
El 28 de mayo fueron localizados y bajaron sus armas. Una vez capturados fueron trasladados en un camión y en el camino real conocido como El Naranjal de Cabonico fueron asesinados con ráfagas de ametralladoras, sin respetar que eran prisioneros de guerra. Al día siguiente el Ejército de Fulgencio Batista se presentó en el lugar de los asesinatos dispersando los cadáveres para que parecieran que habían muerto en combate, después de despojarlos de sus pertenencias los trasladaron al cementerio de Cabonico. Los vecinos del lugar cavaron sus fosas dándoles sepultura.

### Mártires del Corinthia

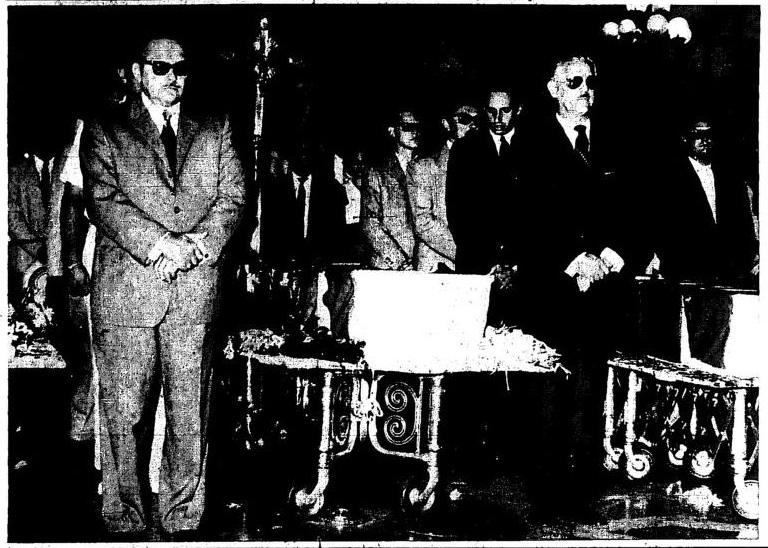
El presidente Manuel Urrutia Lleó y el expresidente Carlos Prío Socarrás sirven como guardia de honor a los restos de los mártires de Corynthia en el Capitolio de La Habana en mayo de 1959.

Bajo las banderas del Partido Revolucionario Cubano Auténtico los guerrilleros recibieron entrenamiento durante 6 meses en Santo Domingo, República Dominicana, con conocimiento del dictador Rafael Leónidas Trujillo, por entonces enemistado gracias a las diferencias que desarrolló con Fulgencio Batista. Entre los revolucionarios (algunos veteranos de la Segunda Guerra Mundial o la Guerra civil española) que fueron asesinados se encontraban:
- Juan Calixto Sánchez Whyte.
- Joaquín Ferrer de Blanck.
- Gustavo Ferrer de Blanck.
- Hubert de Blanck Ortega.
- Cleto Collado del Cueto.
- Luis Vázquez López.
- Ernesto Ceballos Baeza.
- Pedro Pablo González Mir.
- Roberto Martínez Riverón.
- Juan José Fornet Piña.
- Sergio Sierra Cabrera.
- Saúl Delgado Duarte.
- Humberto Vinat Agüero.
- Jorge Prieto Ibarra.
- José Alberto Félix Suezcun Gutiérrez
- Jesús Miguel Iglesias

### Sobrevivientes
A fines de mayo de 1957 Francisco Gutiérrez, quien dirigía el Movimiento 26 de Julio en Dos Caminos, Cabonico, le comunica a Antonio González Feal que tres expedicionarios del Corynthia estaban protegidos y que hacía falta que los rescataran. Feal propone el plan en conjunto con Luis Orlando Fernández (alías Papi Fernández) y Alberto Matos Bozán, quien era el dueño del bote. A las 4:00 p. m. se salió a cumplir con dicha misión desde la piscina de Cabal, a las 6:00 p. m. fue el regreso de El Carbón, Cabonico, misión que fue responsablemente cumplida.
Los expedicionarios rescatados fueron Antonio Cáseres, Carlos Octavio Rafull y Fernando Virelles, quienes subieron a pie por el parque de El Dos y durmieron en la barraca de los guardias jurados. Ángel Velázquez (jefe del M 26-7 en Nicaro) y el sargento Urbina, quien actuaba encubierto para el M 26-7 en Nicaro, fueron los que facilitaron este hecho. Al día siguiente salieron con cascos en el carro particular de Pelayo Rondón, quien era el enlace entre Nicaro y Mayarí, iban con destino a Banes. 
En la actualidad, el desembarco y su trágico destino son conmemorados por el gobierno y sociedad cubana cada 28 de mayo.

### Ejecución de Fermín Cowley Gallegos
Meses después, el 23 de noviembre de 1957 un comando revolucionario al mando de Carlos Borjas, ejecutaron a Fermín Cowley Gallegos, por su papel en las Pascuas Sangrientas de 1957 y la masacre del Corynthia. El grupo de jóvenes miembros del Movimiento 26 de julio, lo integraban además, William Gálvez, Ramón Cordero, Dagoberto Sanfield, Álex Urquiola Marrero, Alfredo Abdón y Fredesvinda Pérez. La acción se lleva a cabo en las instalaciones de la Cuban Air Co, donde el jefe del comando Carlos Borjas, fusiló al hombre responsable de asesinar a 23 revolucionarios del norte de Oriente en diciembre de 1956.